# The Smiths Is Dead
The Smiths Is Dead es un álbum tributo a la banda de la década de 1980 de Indie The Smiths, lanzado en 1996. Fue compilado por la revista cultural francesa Les Inrockuptibles y lanzado para celebrar el 10º aniversario del álbum de 1986 de The Queen Is Dead. El álbum fue lanzado a la altura del fenómeno del Britpop conteniendo covers por muchos intérpretes populares de Britpop como The High Llamas, Supergrass, Billy Bragg y Placebo.
La portada fue por parte de David Bradley en un corto promocinal de la adaptación de la película de 1969 A Kestrel for a Knave, titulado Kes.

## Lista de canciones
| Side one |                                        |                        |          |  |
| N.º      | Título                                 | Intérprete             | Duración |  |
| 1.       | «The Queen Is Dead»                    | The Boo Radleys        | 5:33     |  |
| 2.       | «Frankly, Mr Shankly»                  | The High Llamas        | 3:35     |  |
| 3.       | «I Know It's Over»                     | The Trash Can Sinatras | 6:16     |  |
| 4.       | «Never Had No One Ever»                | Billy Bragg            | 3:36     |  |
| 5.       | «Cemetery Gates»                       | The Frank and Walters  | 4:15     |  |
| 6.       | «Bigmouth Strikes Again»               | Placebo                | 3:51     |  |
| 7.       | «The Boy With the Thorn in His Side»   | Bis                    | 3:21     |  |
| 8.       | «Vicar in a Tutu»                      | Therapy?               | 2:42     |  |
| 9.       | «There Is a Light That Never Goes Out» | The Divine Comedy      | 5:18     |  |
| 10.      | «Some Girls Are Bigger Than Others»    | Supergrass             | 3:35     |  |